# Tatort: Kennwort Fähre
Kennwort Fähre ist die 17. Folge der ARD-Krimireihe Tatort. Die vom Süddeutschen Rundfunk produzierte Folge hatte am 3. April 1972 im Ersten Premiere. Für Kriminalhauptkommissar Eugen Lutz (Werner Schumacher) ist es sein zweiter Fall. Eine Frau stürzt von der Reling einer Fähre in den Bodensee, ihre Leiche wird nicht gefunden.

## Handlung
Bei einer nächtlichen Fährfahrt von der Schweiz zurück nach Deutschland stürzt Edith Reiser in den Bodensee. Eine umgehend eingeleitete Suchaktion bleibt erfolglos. Aufgrund der niedrigen Wassertemperaturen ist es unwahrscheinlich, dass sie den Unfall überlebt hat. 
Obwohl es sich offensichtlich um ein Unglück handelt, nimmt Kommissar Lutz die Ermittlungen auf, um ein Verbrechen ausschließen zu können. Der Ehemann kann mit einem möglichen Verbrechen nichts zu tun haben, da er ein Alibi hat. Er war zum Zeitpunkt des Unglücks auf einer Bootsmesse in Friedrichshafen. 
Lutz erfährt vom Ehemann der Vermissten, Robert Reiser, dass diese eine Lebensversicherung besaß, Lutz kommen daraufhin erste Zweifel am Tod von Frau Reiser. Weiterhin erfährt er von Reiser, dass dieser gerne im Casino spielt. 
Es wird ferner klar, dass Robert Reiser eine Geliebte, Vera, hat, auch sie glaubt, dass Frau Reiser tödlich verunglückt ist. 
Weiterhin ermittelt Lutz bei der Versicherung, dass es eine Klausel gibt, nach der in den ersten drei Jahren nach Vertragsabschluss die Summe nicht bei Selbstmord ausgezahlt wird, dass aber der Vertrag drei Jahre und zwei Monate alt sei. Es kommt ihm zudem merkwürdig vor, dass Herr Reiser nur mit 200.000 DM versichert ist, seine Frau aber mit 500.000 DM.
Lutz erfährt, dass Reiser am Abend des Vorfalls als Gewohnheitsspieler ohne Krawatte ins Spielcasino gegangen und wieder weggeschickt worden war, er kam später mit Krawatte wieder. Die Zeitspanne dazwischen hätte für ihn ausgereicht, auf das andere Ufer des Bodensees überzusetzen und zurückzufahren. Weiterhin kann Lutz in Erfahrung bringen, dass Reiser kürzlich einen Neopren-Anzug gekauft hat, mit dem man auch längere Zeit in kaltem Wasser überleben kann. 
Zwischenzeitlich wird Lutz zur Wohnung von Vera Beermann gerufen, wo diese tot in ihrer Badewanne liegt. Es wird ein Föhn sichergestellt, der in die Wanne gefallen war oder geworfen wurde. 
Lutz folgt Reiser nach Zürich, wo sich dieser Geld aus der Lebensversicherung auszahlen lässt. Reiser schafft es, Lutz zu entkommen, es entsteht eine Verfolgungsjagd durch Zürich. Lutz und seine Schweizer Kollegen können Reiser stellen, zur Überraschung der Beamten steigt auch Edith Reiser aus dem Auto. Die beiden hatten den Versicherungsbetrug eingefädelt, weil Reiser hohe Beträge im Casino verspielt hatte. Reiser hat seine Geliebte getötet, weil sie ihn verdächtigt hatte, seine Frau getötet zu haben.

## Hintergrund
Die Produktionsleitung lag bei Werner Sommer und Karl-Heinz Tischendorf. Der Film wurde in Tettnang, Friedrichshafen, Lindau, Zürich, St. Gallen, Romanshorn, Frankfurt/M. und Stuttgart in der Zeit vom 25. bis 28. November 1970 sowie vom 3. Mai bis zum 9. Juni 1971 gedreht. Die Maske stammt von Trudi Winkle und die Kostüme erstellte Suse Reinhold. In dieser Folge spielt der Schauspieler Frank Strecker noch die Rolle des Ingenieur Breilmeier. In den nächsten Folgen ist er jeweils als Assistent von Kommissar Lutz mit den Namen Glöckle (Folge 28 und 38) und Wagner zu sehen.
Diese siebzehnte Tatortfolge war die erste, die nicht an einem Sonntag Premiere hatte. Nichtsdestotrotz wurde sie an einem Feiertag erstausgestrahlt, nämlich am Ostermontag 1972. Hier konnte sie Zuschauer in einem Marktanteil von 64 % binden.